# Argentina na Copa do Mundo FIFA de 2022
A seleção da Argentina foi um das trinta e duas equipas participantes na Copa Mundial de Futebol de 2022, torneio disputado entre 20 de novembro e 18 de dezembro no Catar.

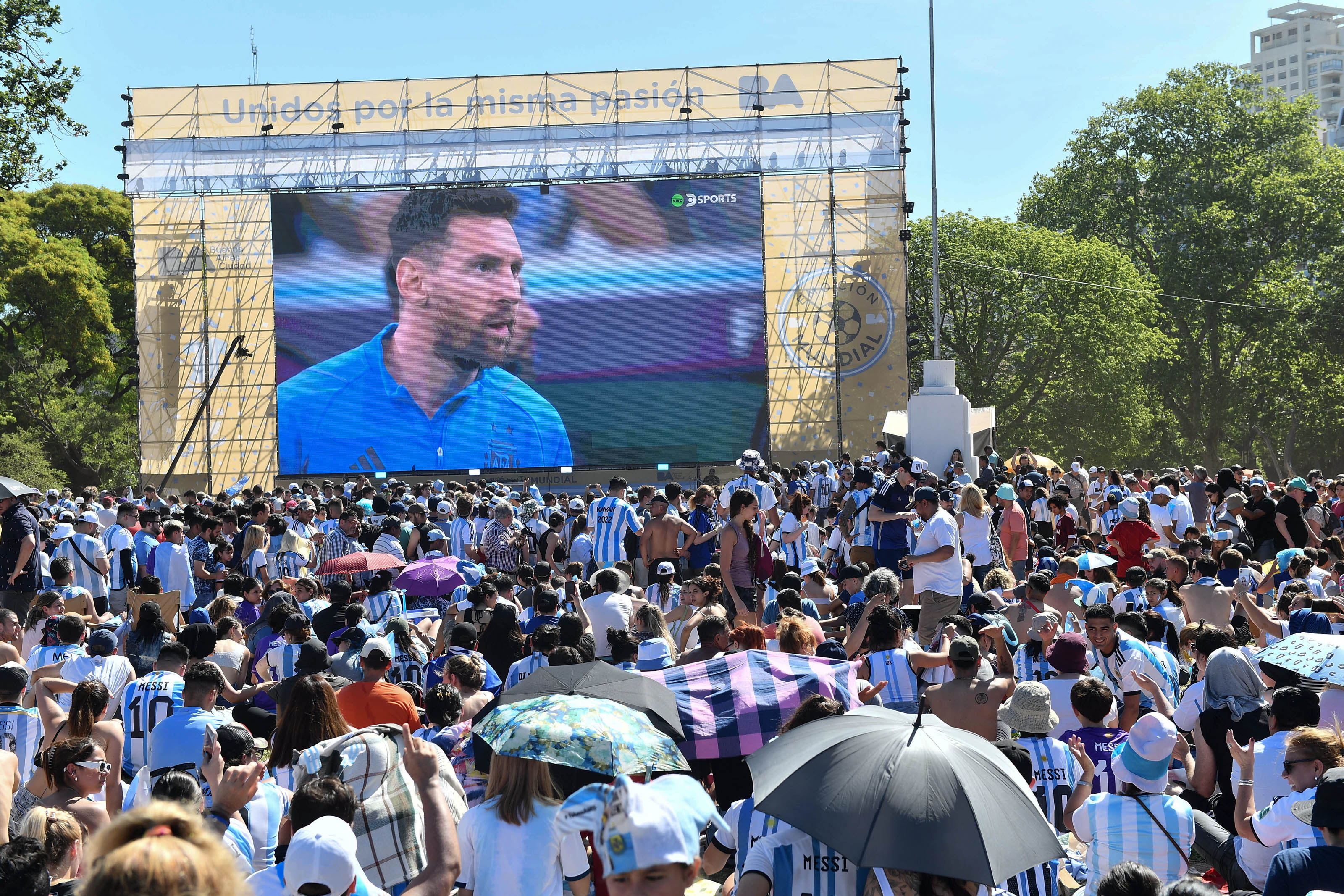
Torcedores argentinos em Buenos Aires, durante o partido Argentina-México.

Foi a décima oitava participação da Argentina, que fez parte do Grupo C, junto à Arábia Saudita, México e Polónia. A Argentina tornou-se tricampeã mundial ao vencer a França nos pênaltis, em 18 de dezembro.

## Classificação

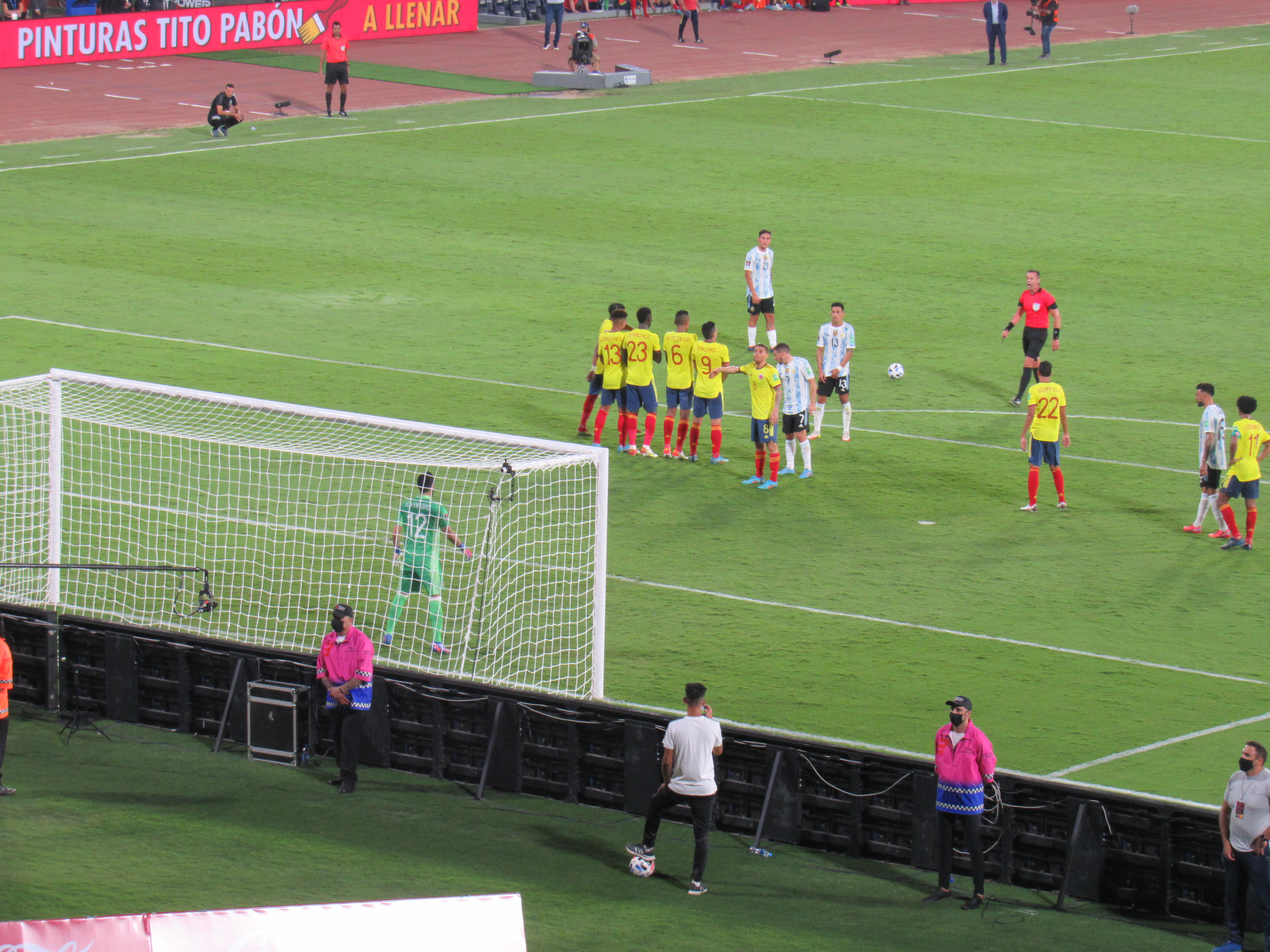
Partida entre Argentina e Colômbia em Córdoba, pela décimo sexta rodada.

A seleção argentina classificou-se o 16 de novembro de 2021 à sua décima oitava Copa do Mundo, depois de empatar ante o Brasil sem golos na cidade de San Juan. Classificou-se com 13 partidas jogadas, sendo sua classificação mais temporã à Copa do Mundo em sua história.
|  | Seleções qualificadas para a Copa do Mundo de 2022 |
|  | Seleção qualificada para a repescagem              |
|  | Seleções eliminadas                                |

| Pos | Equipe    | Pts | J  | V  | E | D  | GP | GC | SG  | Classificado                |  | BRA | ARG  | URU | ECU | PER | COL | CHI | PAR | BOL | VEN |
| --- | --------- | --- | -- | -- | - | -- | -- | -- | --- | --------------------------- |  | --- | ---- | --- | --- | --- | --- | --- | --- | --- | --- |
| 1   | Brasil    | 45  | 17 | 14 | 3 | 0  | 40 | 5  | +35 | Copa do Mundo de 2022       |  | —   | CANC | 4–1 | 2–0 | 2–0 | 1–0 | 4–0 | 4–0 | 5–0 | 1–0 |
| 2   | Argentina | 39  | 17 | 11 | 6 | 0  | 27 | 8  | +19 | Copa do Mundo de 2022       |  | 0–0 | —    | 3–0 | 1–0 | 1–0 | 1–0 | 1–1 | 1–1 | 3–0 | 3–0 |
| 3   | Uruguai   | 28  | 18 | 8  | 4 | 6  | 22 | 22 | 0   | Copa do Mundo de 2022       |  | 0–2 | 0–1  | —   | 1–0 | 1–0 | 0–0 | 2–1 | 0–0 | 4–2 | 4–1 |
| 4   | Equador   | 26  | 18 | 7  | 5 | 6  | 27 | 19 | +8  | Copa do Mundo de 2022       |  | 1–1 | 1–1  | 4–2 | —   | 1–2 | 6–1 | 0–0 | 2–0 | 3–0 | 1–0 |
| 5   | Peru      | 24  | 18 | 7  | 3 | 8  | 19 | 22 | −3  | Repescagem intercontinental |  | 2–4 | 0–2  | 1–1 | 1–1 | —   | 0–3 | 2–0 | 2–0 | 3–0 | 1–0 |
| 6   | Colômbia  | 23  | 18 | 5  | 8 | 5  | 20 | 19 | +1  | Eliminados                  |  | 0–0 | 2–2  | 0–3 | 0–0 | 0–1 | —   | 3–1 | 0–0 | 3–0 | 3–0 |
| 7   | Chile     | 19  | 18 | 5  | 4 | 9  | 19 | 26 | −7  | Eliminados                  |  | 0–1 | 1–2  | 0–2 | 0–2 | 2–0 | 2–2 | —   | 2–0 | 1–1 | 3–0 |
| 8   | Paraguai  | 16  | 18 | 3  | 7 | 8  | 12 | 26 | −14 | Eliminados                  |  | 0–2 | 0–0  | 0–1 | 3–1 | 2–2 | 1–1 | 0–1 | —   | 2–2 | 2–1 |
| 9   | Bolívia   | 15  | 18 | 4  | 3 | 11 | 23 | 42 | −19 | Eliminados                  |  | 0–4 | 1–2  | 3–0 | 2–3 | 1–0 | 1–1 | 2–3 | 4–0 | —   | 3–1 |
| 10  | Venezuela | 10  | 18 | 3  | 1 | 14 | 14 | 34 | −20 | Eliminados                  |  | 1–3 | 1–3  | 0–0 | 2–1 | 1–2 | 0–1 | 2–1 | 0–1 | 4–1 | —   |

## Plantel
O 7 de novembro, Lionel Scaloni anunciou a lista preliminar de 32 jogadores, dos quais seis seriam descartados para assim formar o pronta final. Os futebolistas descartados foram os seguintes:
A definitiva de 26 jogadores que assistiram ao torneio se anunciou em 11 de novembro. O 17 de novembro a lista foi modificada, devido às lesões de Nicolás González e Joaquín Correia, sendo substituídos por Ángel Correia e Thiago Almada, respectivamente.

Técnico: Lionel Scaloni
| No. | Pos. | Jogador             | Idade                             | Jogos | Gols | Clube                         |
| --- | ---- | ------------------- | --------------------------------- | ----- | ---- | ----------------------------- |
| 1   | GR   | Franco Armani       | 16 de outubro de 1986 (38 anos)   | 18    | 0    | River Plate                   |
| 2   | D    | Juan Foyth          | 12 de janeiro de 1998 (27 anos)   | 15    | 0    | Villarreal                    |
| 3   | D    | Nicolás Tagliafico  | 31 de agosto de 1992 (32 anos)    | 42    | 0    | Lyon                          |
| 4   | D    | Gonzalo Montiel     | 1 de janeiro de 1997 (28 anos)    | 17    | 0    | Sevilla                       |
| 5   | M    | Leandro Paredes     | 29 de junho de 1994 (30 anos)     | 45    | 4    | Juventus                      |
| 6   | D    | Germán Pezzella     | 27 de junho de 1991 (33 anos)     | 31    | 2    | Real Betis                    |
| 7   | M    | Rodrigo de Paul     | 24 de maio de 1994 (30 anos)      | 43    | 2    | Atlético de Madrid            |
| 8   | D    | Marcos Acuña        | 28 de outubro de 1991 (33 anos)   | 42    | 0    | Sevilla                       |
| 9   | A    | Julián Álvarez      | 31 de janeiro de 2000 (25 anos)   | 11    | 2    | Manchester City               |
| 10  | A    | Lionel Messi        | 24 de junho de 1987 (37 anos)     | 164   | 90   | Paris Saint-Germain (capitão) |
| 11  | M    | Ángel Di María      | 14 de fevereiro de 1988 (37 anos) | 123   | 25   | Juventus                      |
| 12  | GR   | Gerónimo Rulli      | 20 de maio de 1992                | 4     | 0    | Villarreal                    |
| 13  | D    | Cristian Romero     | 27 de abril de 1998 (26 anos)     | 12    | 1    | Tottenham Hotspur             |
| 14  | M    | Exequiel Palacios   | 5 de outubro de 1998 (26 anos)    | 20    | 0    | Bayer Leverkusen              |
| 15  | A    | Ángel Correa        | 9 de março de 1995 (30 anos)      | 22    | 3    | Atlético de Madrid            |
| 16  | M    | Thiago Almada       | 26 de abril de 2001 (23 anos)     | 1     | 0    | Atlanta United                |
| 17  | M    | Papu Gómez          | 15 de fevereiro de 1988 (37 anos) | 15    | 3    | Sevilla                       |
| 18  | M    | Guido Rodríguez     | 12 de abril de 1994 (30 anos)     | 25    | 1    | Real Betis                    |
| 19  | D    | Nicolás Otamendi    | 12 de fevereiro de 1988 (37 anos) | 92    | 4    | Benfica                       |
| 20  | M    | Alexis Mac Allister | 24 de dezembro de 1998 (26 anos)  | 7     | 0    | Brighton & Hove Albion        |
| 21  | A    | Paulo Dybala        | 15 de novembro de 1993 (31 anos)  | 34    | 3    | Roma                          |
| 22  | A    | Lautaro Martínez    | 23 de agosto de 1997 (27 anos)    | 40    | 21   | Internazionale                |
| 23  | GR   | Emiliano Martínez   | 2 de setembro de 1992 (32 anos)   | 18    | 0    | Aston Villa                   |
| 24  | M    | Enzo Fernández      | 17 de janeiro de 2001 (24 anos)   | 2     | 0    | Benfica                       |
| 25  | D    | Lisandro Martínez   | 18 de janeiro de 1998 (27 anos)   | 9     | 0    | Manchester United             |
| 26  | D    | Nahuel Molina       | 6 de abril de 1998 (26 anos)      | 19    | 0    | Atlético de Madrid            |

### Corpo técnico
| Corpo técnico · | Corpo técnico · | Corpo técnico · | Corpo técnico ·                         |
| --------------- | --------------- | --------------- | --------------------------------------- |
| Treinador:      | Lionel Scaloni  | Assistentes:    | Walter Samuel Roberto Ayala Pablo Aimar |

### Fase de grupos - Grupo C
O Grupo C da Copa do Mundo FIFA 2022 jogaram de 22 a 30 de novembro de 2022. O grupo era formado por Argentina, Arábia Saudita, México e Polônia. As duas melhores equipes avançaram para as oitavas de final.
| Inscrição            | Equipe    | Confederação | Método de qualificação    | Data de qualificação   | Aparições em Copas | Última participação | Melhor resultado      | Ranking da FIFA |
| Inscrição            | Equipe    | Confederação | Método de qualificação    | Data de qualificação   | Aparições em Copas | Última participação | Melhor resultado      | março de 2022   |
| -------------------- | --------- | ------------ | ------------------------- | ---------------------- | ------------------ | ------------------- | --------------------- | --------------- |
| C1 (cabeça-de-chave) | Argentina | CONMEBOL     | 2º colocado na fase única | 16 de novembro de 2021 | 18                 | 2018                | Campeão (1978 e 1986) | 4°              |

## Encontros anteriores em Copas do Mundo
- Argentina x Arábia Saudita: Nenhum encontro
- Argentina x México:
  - 2006, Oitavas de final: Argentina 2-1 México
  - 2010, Oitavas de final: Argentina 3-1 México
- Polônia x Argentina:
  - 1974, fase de grupos: Polônia 3-2 Argentina
  - 1978, fase de grupo: Argentina 2-0 Polônia

## Classificação
| Pos | Equipe         | Pts | J | V | E | D | GP | GC | SG | Classificado      |
| --- | -------------- | --- | - | - | - | - | -- | -- | -- | ----------------- |
| 1   | Argentina      | 6   | 3 | 2 | 0 | 1 | 5  | 2  | +3 | Fase eliminatória |
| 2   | Polónia        | 4   | 3 | 1 | 1 | 1 | 2  | 2  | 0  | Fase eliminatória |
| 3   | México         | 4   | 3 | 1 | 1 | 1 | 2  | 3  | −1 | Eliminado         |
| 4   | Arábia Saudita | 3   | 3 | 1 | 0 | 2 | 3  | 5  | −2 | Eliminado         |

## Partidas
Todas as partidas seguem o fuso horário UTC+3.

### Argentina x Arábia Saudita
| 22 de novembro | Argentina       | 1 – 2     | Arábia Saudita                 | Estádio Nacional de Lusail, Lusail         |
| 13:00          | Messi 10' (pen) | Relatório | Al-Shehri 48' · Al-Dawsari 53' | Público: 88 012 Árbitro: SVN Slavko Vinčić |

| Argentina | Ar. Saudita |

| GK             | 23 | Emiliano Martínez      |
| RB             | 26 | Nahuel Molina          |
| CB             | 13 | Cristian Romero 59'    |
| CB             | 19 | Nicolás Otamendi       |
| LB             | 3  | Nicolás Tagliafico 71' |
| CM             | 7  | Rodrigo De Paul        |
| CM             | 5  | Leandro Paredes 59'    |
| CM             | 17 | Papu Gómez 59'         |
| RF             | 10 | Lionel Messi           |
| CF             | 22 | Lautaro Martínez       |
| LF             | 11 | Ángel Di María         |
| Substituições: |    |                        |
| DF             | 25 | Lisandro Martínez 59'  |
| FW             | 9  | Julián Álvarez 59'     |
| MF             | 24 | Enzo Fernández 59'     |
| MF             | 8  | Marcos Acuña 59'       |
| Treinador:     |    |                        |
| Lionel Scaloni |    |                        |

| GK             | 21 | Mohammed Al-Owais 90+2'     |
| RB             | 12 | Saud Abdulhamid 82'         |
| CB             | 17 | Hassan Al-Tambakti          |
| CB             | 5  | Ali Al-Bulaihi 75'          |
| LB             | 13 | Yasser Al-Shahrani 90+9'    |
| CM             | 23 | Mohamed Kanno               |
| CM             | 8  | Abdulellah Al-Malki 67'     |
| CM             | 7  | Salman Al-Faraj 45+4'       |
| RF             | 9  | Firas Al-Buraikan 89'       |
| CF             | 11 | Saleh Al-Shehri 78'         |
| LF             | 10 | Salem Al-Dawsari 79'        |
| Substituições: |    |                             |
| MF             | 18 | Nawaf Al-Abed 88' 45+4' 88' |
| DF             | 2  | Sultan Al-Ghannam 78'       |
| DF             | 4  | Abdulelah Al-Amri 88'       |
| FW             | 25 | Haitham Asiri 89'           |
| DF             | 6  | Mohammed Al-Breik 90+9'     |
| Treinador:     |    |                             |
| Hervé Renard   |    |                             |

| Homem do Jogo: Mohammed Al-Owais Bandeirinhas: Tomaž Klančnik Andraž Kovačič Quarto árbitro: Maguette Ndiaye Quinto árbitro: El Hadj Malick Samba Árbitro assistente de vídeo: Pol van Boekel Árbitros assistentes de árbitro de vídeo: Bastian Dankert Abdelhak Etchiali Ricardo de Burgos Bengoetxea Nicolas Danos |

### Argentina x México
| 26 de novembro | Argentina                 | 2 – 0     | México | Estádio Nacional de Lusail, Lusail          |
| 22:00          | Messi 64' · Fernández 87' | Relatório |        | Público: 88 966 Árbitro: ITA Daniele Orsato |

| Argentina | México |

| GK             | 23 | Emiliano Martínez       |
| RB             | 4  | Gonzalo Montiel 43' 63' |
| CB             | 19 | Nicolás Otamendi        |
| CB             | 25 | Lisandro Martínez       |
| LB             | 8  | Marcos Acuña            |
| CM             | 7  | Rodrigo De Paul         |
| CM             | 18 | Guido Rodríguez 57'     |
| RW             | 11 | Ángel Di María 69'      |
| AM             | 10 | Lionel Messi            |
| LW             | 20 | Alexis Mac Allister 69' |
| CF             | 22 | Lautaro Martínez 63'    |
| Substituições: |    |                         |
| MF             | 24 | Enzo Fernández 57'      |
| FW             | 9  | Julián Álvarez 63'      |
| DF             | 26 | Nahuel Molina 63'       |
| MF             | 14 | Exequiel Palacios 69'   |
| DF             | 13 | Cristian Romero 69'     |
| Treinador:     |    |                         |
| Lionel Scaloni |    |                         |

| GK              | 13 | Guillermo Ochoa          |
| CB              | 3  | César Montes             |
| CB              | 2  | Néstor Araujo 22'        |
| CB              | 15 | Héctor Moreno            |
| DM              | 18 | Andrés Guardado 42'      |
| CM              | 16 | Héctor Herrera 66'       |
| CM              | 24 | Luis Chávez              |
| RW              | 26 | Kevin Álvarez 66'        |
| LW              | 23 | Jesús Gallardo           |
| CF              | 22 | Hirving Lozano 73'       |
| CF              | 10 | Alexis Vega 66'          |
| Substituições:  |    |                          |
| MF              | 14 | Érick Gutiérrez 50' 42'  |
| FW              | 9  | Raúl Jiménez 66'         |
| FW              | 21 | Uriel Antuna 66'         |
| FW              | 25 | Roberto Alvarado 89' 73' |
| Treinador:      |    |                          |
| Gerardo Martino |    |                          |

| Homem do Jogo: Lionel Messi Bandeirinhas: Ciro Carbone Alessandro Giallatini Quarto árbitro: István Kovács Quinto árbitro: Ovidiu Artene Árbitro assistente de vídeo: Massimiliano Irrati Árbitros assistentes de árbitro de vídeo: Paolo Valeri Roberto Díaz Pérez del Palomar Jérôme Brisard Jerson dos Santos |

### Polônia x Argentina
| 30 de novembro | Polónia | 0 – 2     | Argentina                      | Estádio 974, Doha                           |
| 22:00          |         | Relatório | Mac Allister 46' · Álvarez 67' | Público: 44 089 Árbitro: NED Danny Makkelie |

| Polônia | Argentina |

| GK                  | 1  | Wojciech Szczęsny         |
| RB                  | 2  | Matty Cash                |
| CB                  | 15 | Kamil Glik                |
| CB                  | 14 | Jakub Kiwior              |
| LB                  | 18 | Bartosz Bereszyński 72'   |
| RM                  | 20 | Piotr Zieliński 83'       |
| CM                  | 6  | Krystian Bielik 62'       |
| CM                  | 10 | Grzegorz Krychowiak 78'   |
| LM                  | 24 | Przemysław Frankowski 46' |
| CF                  | 16 | Karol Świderski 46'       |
| CF                  | 9  | Robert Lewandowski        |
| Substituições:      |    |                           |
| FW                  | 26 | Michał Skóraś 46'         |
| FW                  | 13 | Jakub Kamiński 46'        |
| MF                  | 8  | Damian Szymański 62'      |
| DF                  | 3  | Artur Jędrzejczyk 72'     |
| FW                  | 23 | Krzysztof Piątek 83'      |
| Treinador:          |    |                           |
| Czesław Michniewicz |    |                           |

| GK             | 23 | Emiliano Martínez       |
| RB             | 26 | Nahuel Molina           |
| CB             | 13 | Cristian Romero         |
| CB             | 19 | Nicolás Otamendi        |
| LB             | 8  | Marcos Acuña 49' 59'    |
| CM             | 7  | Rodrigo De Paul         |
| CM             | 24 | Enzo Fernández 79'      |
| RW             | 11 | Ángel Di María 59'      |
| AM             | 10 | Lionel Messi            |
| LW             | 20 | Alexis Mac Allister 84' |
| CF             | 9  | Julián Álvarez 79'      |
| Substituições: |    |                         |
| MF             | 5  | Leandro Paredes 59'     |
| DF             | 3  | Nicolás Tagliafico 59'  |
| FW             | 22 | Lautaro Martínez 79'    |
| DF             | 6  | Germán Pezzella 79'     |
| FW             | 16 | Thiago Almada 84'       |
| Treinador:     |    |                         |
| Lionel Scaloni |    |                         |

| Homem do Jogo: Alexis Mac Allister Bandeirinhas: Hessel Steegstra Jan de Vries Quarto árbitro: Saíd Martínez Quinto árbitro: Helpys Raymundo Feliz Árbitro assistente de vídeo: Pol van Boekel Árbitros assistentes de árbitro de vídeo: Bastian Dankert Kathryn Nesbitt Juan Soto Anton Shchetinin |

### Disciplina
Os pontos por fair play teriam sido usados como critério de desempate se duas equipes tivessem empatadas em todos os demais critérios de desempate. Estes foram calculados com base nos cartões amarelos e vermelhos recebidos em todas as partidas do grupo da seguinte forma:
- primeiro cartão amarelo: menos 1 ponto;
- cartão vermelho indireto (segundo cartão amarelo): menos 3 pontos;
- cartão vermelho direto: menos 4 pontos;
- cartão amarelo e cartão vermelho direto: menos 5 pontos;

Apenas uma das deduções acima seria aplicada a um jogador em uma única partida.
| Seleções  | Jogo 1                        | Jogo 1                            | Jogo 1  | Jogo 1               | Jogo 2                        | Jogo 2                            | Jogo 2  | Jogo 2               | Jogo 3                        | Jogo 3                            | Jogo 3  | Jogo 3               | Pontos |
| Seleções  | Penalizado com cartão amarelo | Penalizado · Penalizado · Expulso | Expulso | Penalizado · Expulso | Penalizado com cartão amarelo | Penalizado · Penalizado · Expulso | Expulso | Penalizado · Expulso | Penalizado com cartão amarelo | Penalizado · Penalizado · Expulso | Expulso | Penalizado · Expulso | Pontos |
| --------- | ----------------------------- | --------------------------------- | ------- | -------------------- | ----------------------------- | --------------------------------- | ------- | -------------------- | ----------------------------- | --------------------------------- | ------- | -------------------- | ------ |
| Argentina |                               |                                   |         |                      | Montiel                       |                                   |         |                      | Acuña                         |                                   |         |                      | –2     |

### Oitavas de final
- Argentina x Austrália: Nenhum encontro

| 3 de dezembro           | Argentina               | 2 – 1     | Austrália            | Estádio Ahmed bin Ali, Al Rayyan              |
| 22:00 (UTC+3) Histórico | Messi 35' · Álvarez 57' | Relatório | Fernández 77' (g.c.) | Público: 45 032 Árbitro: POL Szymon Marciniak |

| Argentina | Australia |

| GK             | 23 | Emiliano Martínez   |  |     |
| RB             | 26 | Nahuel Molina       |  | 80' |
| CB             | 13 | Cristian Romero     |  |     |
| CB             | 19 | Nicolás Otamendi    |  |     |
| LB             | 8  | Marcos Acuña        |  | 71' |
| DM             | 24 | Enzo Fernández      |  |     |
| CM             | 7  | Rodrigo De Paul     |  |     |
| CM             | 20 | Alexis Mac Allister |  | 80' |
| RF             | 9  | Julián Álvarez      |  | 71' |
| CF             | 10 | Lionel Messi        |  |     |
| LF             | 17 | Papu Gómez          |  | 50' |
| Substituições: |    |                     |  |     |
| DF             | 25 | Lisandro Martínez   |  | 50' |
| FW             | 22 | Lautaro Martínez    |  | 71' |
| DF             | 3  | Nicolás Tagliafico  |  | 71' |
| MF             | 14 | Exequiel Palacios   |  | 80' |
| DF             | 4  | Gonzalo Montiel     |  | 80' |
| Treinador:     |    |                     |  |     |
| Lionel Scaloni |    |                     |  |     |

| GK             | 1  | Mathew Ryan    |     |     |
| RB             | 2  | Miloš Degenek  | 38' | 71' |
| CB             | 19 | Harry Souttar  |     |     |
| CB             | 4  | Kye Rowles     |     |     |
| LB             | 16 | Aziz Behich    |     |     |
| RM             | 7  | Mathew Leckie  |     | 71' |
| CM             | 26 | Keanu Baccus   |     | 58' |
| CM             | 13 | Aaron Mooy     |     |     |
| LM             | 14 | Riley McGree   |     | 58' |
| CF             | 15 | Mitchell Duke  |     | 71' |
| CF             | 22 | Jackson Irvine | 15' |     |
| Substituições: |    |                |     |     |
| MF             | 10 | Ajdin Hrustic  |     | 58' |
| FW             | 23 | Craig Goodwin  |     | 58' |
| FW             | 21 | Garang Kuol    |     | 71' |
| FW             | 9  | Jamie Maclaren |     | 71' |
| DF             | 5  | Fran Karačić   |     | 71' |
| Treinador:     |    |                |     |     |
| Graham Arnold  |    |                |     |     |

| Homem do Jogo: Lionel Messi Bandeirinhas: Paweł Sokolnicki Tomasz Listkiewicz Quarto árbitro: Mario Escobar Quinto árbitro: Kathryn Nesbitt Árbitro assistente de vídeo: Tomasz Kwiatkowski Árbitros assistentes de árbitro de vídeo: Marco Fritz Alessandro Giallatini Benoit Millot Ciro Carbone |

### Quartas de final
- Países Baixos x Argentina:
  - 1974, segunda fase: Países Baixos 4–0 Argentina
  - 1978, final: Países Baixos 1–3 Argentina
  - 2006, fase de grupos: Países Baixos 0–0 Argentina
  - 2014, semifinal: Países Baixos (2)0–0(4) Argentina

Os Países Baixos enfrentaram a Argentina nove vezes, vencendo quatro, empatando três e perdendo duas. Cinco delas aconteceram na Copa do Mundo: uma vitória por 4 a 0 para os neerlandeses na segunda fase de grupos em 1974 foi respondida com uma vitória por 3 a 1 para os argentinos na final de 1978. Os neerlandeses venceram por 2–1 nas quartas de final de 1998 antes de dois empates sem gols na fase de grupos de 2006 e em seu confronto mais recente nas semifinais de 2014, apenas para os argentinos vencerem nos pênaltis desta vez.
| 9 de dezembro           | Países Baixos        | 2 – 2 (pro) | Argentina                    | Estádio Nacional de Lusail, Lusail               |
| 22:00 (UTC+3) Histórico | Weghorst 83', 90+11' | Relatório   | Molina 35' · Messi 73' (pen) | Público: 88 235 Árbitro: ESP Antonio Mateu Lahoz |

|                                                     |       | Penalidades                                           |  |
| Van Dijk Berghuis Koopmeiners Weghorst Luuk de Jong | 3 – 4 | Messi Paredes Montiel Enzo Fernández Lautaro Martínez |  |

| Países Baixos | Argentina |

| GK             | 23 | Andries Noppert  |                |      |
| CB             | 2  | Jurriën Timber   | 43'            |      |
| CB             | 4  | Virgil van Dijk  | 90+1'          |      |
| CB             | 5  | Nathan Aké       |                |      |
| RM             | 22 | Denzel Dumfries  | 120+8', 120+9' |      |
| CM             | 15 | Marten de Roon   |                | 46'  |
| CM             | 21 | Frenkie de Jong  |                |      |
| LM             | 17 | Daley Blind      |                | 64'  |
| AM             | 8  | Cody Gakpo       |                | 113' |
| CF             | 10 | Memphis Depay    |                | 78'  |
| CF             | 7  | Steven Bergwijn  | 91'            | 46'  |
| Substituições: |    |                  |                |      |
| MF             | 11 | Steven Berghuis  | 88'            | 46'  |
| MF             | 20 | Teun Koopmeiners |                | 46'  |
| FW             | 9  | Luuk de Jong     |                | 64'  |
| FW             | 19 | Wout Weghorst    | 45+2'          | 78'  |
| FW             | 12 | Noa Lang         |                | 113' |
| Treinador:     |    |                  |                |      |
| Louis van Gaal |    |                  |                |      |

| GK                          | 23 | Emiliano Martínez   |        |      |
| CB                          | 13 | Cristian Romero     | 45'    | 78'  |
| CB                          | 19 | Nicolás Otamendi    | 90+12' |      |
| CB                          | 25 | Lisandro Martínez   |        | 112' |
| RWB                         | 26 | Nahuel Molina       |        | 106' |
| LWB                         | 8  | Marcos Acuña        | 43'    | 78'  |
| CM                          | 7  | Rodrigo De Paul     |        | 67'  |
| CM                          | 24 | Enzo Fernández      |        |      |
| CM                          | 20 | Alexis Mac Allister |        |      |
| CF                          | 9  | Julián Álvarez      |        | 82'  |
| CF                          | 10 | Lionel Messi        | 90+11' |      |
| Substituições:              |    |                     |        |      |
| MF                          | 5  | Leandro Paredes     | 89'    | 67'  |
| DF                          | 3  | Nicolás Tagliafico  |        | 78'  |
| DF                          | 6  | Germán Pezzella     | 112'   | 78'  |
| FW                          | 22 | Lautaro Martínez    |        | 82'  |
| DF                          | 4  | Gonzalo Montiel     | 109'   | 106' |
| FW                          | 11 | Ángel Di María      |        | 112' |
| Outras ações disciplinares: |    |                     |        |      |
| C                           |    | Walter Samuel       | 31'    |      |
| Treinador:                  |    |                     |        |      |
| Lionel Scaloni              |    |                     |        |      |

| Homem do Jogo: Lionel Messi Bandeirinhas: Pau Cebrián Devís Roberto Díaz Pérez Quarto árbitro: Victor Gomes Quinto árbitro: Kyle Atkins Árbitro assistente de vídeo: Alejandro Hernández Hernández Árbitros assistentes de árbitro de vídeo: Drew Fischer Alessandro Giallatini Julio Bascuñán Fernando Guerrero Corey Parker |

### Semifinais
- Argentina x Croácia:
  - 1998, fase de grupos: Argentina 1–0 Croácia
  - 2018, fase de grupos: Croácia 3–0 Argentina

Ambos os lados se enfrentaram cinco vezes, vencendo duas vezes cada e empatando uma vez. Duas dessas partidas aconteceram na fase de grupos da Copa do Mundo, uma vitória por 1–0 para a Argentina em 1998 foi seguida pela vitória da Croácia por 3–0 em 2018 .
| 13 de dezembro          | Argentina                           | 3 – 0     | Croácia | Estádio Nacional de Lusail, Lusail          |
| 22:00 (UTC+3) Histórico | Messi 34' (pen.) · Álvarez 39', 69' | Relatório |         | Público: 88 966 Árbitro: ITA Daniele Orsato |

| Argentina | Croácia |

| GK             | 23 | Emiliano Martínez   |     |     |
| RB             | 26 | Nahuel Molina       |     | 86' |
| CB             | 13 | Cristian Romero     | 68' |     |
| CB             | 19 | Nicolás Otamendi    | 71' |     |
| LB             | 3  | Nicolás Tagliafico  |     |     |
| RM             | 7  | Rodrigo de Paul     |     | 74' |
| CM             | 5  | Leandro Paredes     |     | 62' |
| CM             | 24 | Enzo Fernández      |     |     |
| LM             | 20 | Alexis Mac Allister |     | 86' |
| CF             | 10 | Lionel Messi        |     |     |
| CF             | 9  | Julián Álvarez      |     | 74' |
| Substituições: |    |                     |     |     |
| DF             | 25 | Lisandro Martínez   |     | 62' |
| MF             | 14 | Exequiel Palacios   |     | 74' |
| FW             | 21 | Paulo Dybala        |     | 74' |
| FW             | 15 | Ángel Correa        |     | 86' |
| DF             | 2  | Juan Foyth          |     | 86' |
| Treinador:     |    |                     |     |     |
| Lionel Scaloni |    |                     |     |     |

| GK             | 1  | Dominik Livaković | 32' |     |
| RB             | 22 | Josip Juranović   |     |     |
| CB             | 6  | Dejan Lovren      |     |     |
| CB             | 20 | Joško Gvardiol    |     |     |
| LB             | 19 | Borna Sosa        |     | 46' |
| DM             | 11 | Marcelo Brozović  |     | 50' |
| CM             | 10 | Luka Modrić       |     | 81' |
| CM             | 8  | Mateo Kovačić     | 32' |     |
| RF             | 15 | Mario Pašalić     |     | 46' |
| CF             | 9  | Andrej Kramarić   |     | 72' |
| LF             | 4  | Ivan Perišić      |     |     |
| Substituições: |    |                   |     |     |
| FW             | 18 | Mislav Oršić      |     | 46' |
| MF             | 13 | Nikola Vlašić     |     | 46' |
| FW             | 16 | Bruno Petković    |     | 50' |
| FW             | 14 | Marko Livaja      |     | 72' |
| MF             | 7  | Lovro Majer       |     | 81' |
| Treinador:     |    |                   |     |     |
| Zlatko Dalić   |    |                   |     |     |

Homem do Jogo:
 Lionel Messi
Bandeirinhas:
 Ciro Carbone 
 Alessandro Giallatini  
Quarto árbitro:
 Mohammed Abdulla Hassan Mohamed
Quinto árbitro:
 Mohamed Alhammadi 
Árbitro assistente de vídeo:
 Massimiliano Irrati
Árbitros assistentes de árbitro de vídeo:
 Paolo Valeri 
 Kathryn Nesbitt 
 Juan Soto 
 Bastian Dankert 
 Kyle Atkins

### Final
- Argentina x França:
  - 1930, fase de grupos: Argentina 1–0 França
  - 1978, fase de grupos: Argentina 2–1 França
  - 2018, oitavas de final: França 4–3 Argentina

A partida foi o décimo terceiro confronto entre as duas equipes, sendo que a Argentina venceu 6 delas e perdeu 3 e outras três partidas terminaram em empate. As duas equipes se enfrentaram três vezes em partidas da Copa do Mundo e duas delas aconteceram na fase de grupos com a Argentina vencendo as duas vezes: 1–0 em 1930 (sua estreia em uma Copa do Mundo) e 2–1 em 1978. Sua última Copa do Mundo com esse encontro teve a França vencendo a Argentina por 4–3 nas oitavas de final da Copa do Mundo da FIFA 2018. O eletrizante jogo terminou em um empate de 3-3, sendo decidido nos pênaltis. A Argentina tornou-se tricampeã mundial após a França desperdiçar duas cobranças.
| 18 de dezembro          | Argentina                             | 3 - 3 (pro) | França                              | Estádio Nacional de Lusail, Lusail |
| 18:00 (UTC+3) Histórico | Messi 23' (pen.), 108' · Di Maria 36' | Relatório   | Mbappé 80' (pen.), 81', 118' (pen.) | Árbitro: POL Szymon Marciniak      |

|                              |       | Penalidades                        |  |
| Messi Dybala Paredes Montiel | 4 – 2 | Mbappé Coman Tchouaméni Kolo Muani |  |

| 0 | Argentina | França | 0 |

| GK             | 23 | Emiliano Martínez   | 120+5' |        |
| RB             | 26 | Nahuel Molina       |        | 91'    |
| CB             | 13 | Cristian Romero     |        |        |
| CB             | 19 | Nicolás Otamendi    |        |        |
| LB             | 3  | Nicolás Tagliafico  |        | 120+1' |
| DM             | 24 | Enzo Fernández      | 45+7'  |        |
| CM             | 7  | Rodrigo De Paul     |        | 102'   |
| CM             | 20 | Alexis Mac Allister |        | 116'   |
| RF             | 10 | Lionel Messi (c)    |        |        |
| CF             | 9  | Julián Álvarez      |        | 102'   |
| LF             | 11 | Ángel Di María      |        | 64'    |
| Substitutions: |    |                     |        |        |
| MF             | 8  | Marcos Acuña        | 90+8'  | 64'    |
| DF             | 4  | Gonzalo Montiel     | 116'   | 91'    |
| MF             | 5  | Leandro Paredes     | 114'   | 102'   |
| FW             | 22 | Lautaro Martínez    |        | 102'   |
| DF             | 6  | Germán Pezzella     |        | 116'   |
| FW             | 21 | Paulo Dybala        |        | 120+1' |
| Tecnico:       |    |                     |        |        |
| Lionel Scaloni |    |                     |        |        |

| GK               | 1  | Hugo Lloris (c)     |       |        |
| RB               | 5  | Jules Koundé        |       | 120+1' |
| CB               | 4  | Raphaël Varane      |       | 113'   |
| CB               | 18 | Dayot Upamecano     |       |        |
| LB               | 22 | Theo Hernández      |       | 71'    |
| CM               | 8  | Aurélien Tchouaméni |       |        |
| CM               | 14 | Adrien Rabiot       | 55'   | 96'    |
| RW               | 11 | Ousmane Dembélé     |       | 41'    |
| AM               | 7  | Antoine Griezmann   |       | 71'    |
| LW               | 10 | Kylian Mbappé       |       |        |
| CF               | 9  | Olivier Giroud      | 90+5' | 41'    |
| Substitutions:   |    |                     |       |        |
| FW               | 12 | Randal Kolo Muani   |       | 41'    |
| FW               | 26 | Marcus Thuram       | 87'   | 41'    |
| FW               | 20 | Kingsley Coman      |       | 71'    |
| MF               | 25 | Eduardo Camavinga   |       | 71'    |
| MF               | 13 | Youssouf Fofana     |       | 96'    |
| DF               | 24 | Ibrahima Konaté     |       | 113'   |
| DF               | 3  | Axel Disasi         |       | 120+1' |
| Tecnico:         |    |                     |       |        |
| Didier Deschamps |    |                     |       |        |

| Homem do Jogo: Lionel Messi Bandeirinhas: Paweł Sokolnicki Tomasz Listkiewicz Quarto árbitro: Ismail Elfath Quinta árbitra: Kathryn Nesbitt Árbitro assistente de vídeo: Tomasz Kwiatkowski Árbitros assistentes de árbitro de vídeo: Juan Soto Kyle Atkins Fernando Guerrero |

## Estatísticas

### Goleadores
5 gols (1)
- ARG Lionel Messi

4 gols (1)
- ARG Julián Álvarez

1 gol (3)
- ARG Alexis Mac Allister
- ARG Enzo Fernández
- ARG Nahuel Molina

Gols contra (1)
- ARG Enzo Fernández (para a Austrália)

}

### Assistências
Uma assistência é concedida para um passe que leva diretamente a um gol. Houve um total de 116 assistências (até o final das semifinais).
3 assistências (1)
- ARG Lionel Messi

1 assistência (4)
- ARG Ángel Di María
- ARG Enzo Fernández
- ARG Nahuel Molina
- ARG Nicolás Otamendi

### Cartões disciplinarias

#### Fase de grupos, octavos y cuartos de final
| #     | Jugador           | Predefinição:Ama | Predefinição:Expulsado | Expulso | Sanción                  |
| ----- | ----------------- | ---------------- | ---------------------- | ------- | ------------------------ |
| 1     | Gonzalo Montiel   | 2                | 0                      | 0       | Predefinição:Abreviación |
|       | Marcos Acuña      | 2                | 0                      | 0       | 1 partido                |
| 2     | Cristian Romero   | 1                | 0                      | 0       |                          |
|       | Germán Pezzella   | 1                | 0                      | 0       |                          |
|       | Leandro Paredes   | 1                | 0                      | 0       |                          |
|       | Lisandro Martínez | 1                | 0                      | 0       |                          |
|       | Lionel Messi      | 1                | 0                      | 0       |                          |
|       | Lionel Scaloni    | 1                | 0                      | 0       |                          |
|       | Nicolás Otamendi  | 1                | 0                      | 0       |                          |
|       | Walter Samuel     | 1                | 0                      | 0       |                          |
| 3     |                   | 0                | 0                      | 0       |                          |
| Total | Total             | 1                | 0                      | 0       |                          |

|

#### Semifinal
| #     | Jugador          | Predefinição:Ama | Predefinição:Expulsado | Expulso | Sanción |
| ----- | ---------------- | ---------------- | ---------------------- | ------- | ------- |
| 1     | Cristian Romero  | 1                | 0                      | 0       |         |
|       | Nicolás Otamendi | 1                | 0                      | 0       |         |
| 2     |                  | 0                | 0                      | 0       |         |
| 3     |                  | 0                | 0                      | 0       |         |
| Total | Total            | 2                | 0                      | 0       |         |